# Poljana (żupania zadarska)
Poljana – wieś w Chorwacji, w żupanii zadarskiej, w gminie Preko. W 2011 roku liczyła 294 mieszkańców.